# Jake Sanderson
Jake Sanderson (né le 8 juillet 2002 à Whitefish, dans l'État du Montana aux États-Unis) est un joueur américain de hockey sur glace. Il évolue à la position de défenseur. 

## Biographie
Après avoir joué sa saison recrue dans la LNH (2022-2023) à Ottawa où Sanderson récolte 32 points en 77 matchs, le DG Pierre Dorion lui consent une prolongation de contrat de 8 années et 64,4 millions $.

### Vie privée
Il est le fils du joueur de hockey retraité Geoff Sanderson.

## Statistiques

### En club
| Saison     | Équipe                           | Ligue      |     | Saison régulière | Saison régulière | Saison régulière | Saison régulière | Saison régulière |   | Séries éliminatoires | Séries éliminatoires | Séries éliminatoires | Séries éliminatoires | Séries éliminatoires |
| Saison     | Équipe                           | Ligue      | PJ  | B                | A                | Pts              | Pun              | PJ               | B | A                    | Pts                  | Pun                  |                      |                      |
| 2018-2019  | USNTDP                           | USHL       | 22  | 2                | 5                | 7                | 0                | 2                | 0 | 1                    | 1                    | 0                    |                      |                      |
| 2019-2020  | USNTDP                           | USHL       | 19  | 2                | 12               | 14               | 8                | -                | - | -                    | -                    | -                    |                      |                      |
| 2020-2021  | Fighting Hawks du Dakota du Nord | NCAA       | 22  | 2                | 13               | 15               | 4                | -                | - | -                    | -                    | -                    |                      |                      |
| 2021-2022  | Fighting Hawks du Dakota du Nord | NCAA       | 23  | 8                | 18               | 26               | 6                | -                | - | -                    | -                    | -                    |                      |                      |
| 2022-2023  | Sénateurs d'Ottawa               | LNH        | 77  | 4                | 28               | 32               | 12               | -                | - | -                    | -                    | -                    |                      |                      |
| 2023-2024  | Sénateurs d’Ottawa               | LNH        | 79  | 10               | 28               | 38               | 23               | -                | - | -                    | -                    | -                    |                      |                      |
| Totaux LNH | Totaux LNH                       | Totaux LNH | 156 | 14               | 56               | 70               | 35               | -                | - | -                    | -                    | -                    |                      |                      |

### En équipe nationale
| Année | Équipe             | Compétition                 |   | PJ | B | A | Pts | Pun                 |  | Résultat |
| 2021  | États-Unis -20 ans | Championnat du monde junior | 7 | 0  | 2 | 2 | 0   | Médaille d’or       |  |          |
| 2022  | États-Unis -20 ans | Championnat du monde junior | 1 | 0  | 0 | 0 | 0   | Compétition annulée |  |          |
| 2022  | États-Unis         | Jeux olympiques             | 1 | 0  | 1 | 1 | 0   | 5e place            |  |          |
| 2024  | États-Unis         | Championnat du monde        | 8 | 0  | 4 | 4 | 0   | 5e place            |  |          |
| 2025  | États-Unis         | Confrontation des 4 nations | 2 | 1  | 0 | 1 | 0   | Finalistes          |  |          |

### LNH
- 2022-2023 : sélectionné dans l'équipe d'étoiles des recrues